# Tau Centauri
Désignations
Tau Centauri (τ Cen, τ Centauri) est une étoile de la constellation du Centaure.  une magnitude apparente de +3,86. Elle est à environ 131 années-lumière de la Terre.
Tau Centauri est une étoile de type A qui a été classée A0V ou A1IVnn, ce qui indique qu'elle est soit une étoile sur la séquence principale, soit une sous-géante plus évoluée.
Le système de Gamma Centauri est relativement proche de Tau Centauri, avec une séparation estimée entre les deux de ∼ 1,72 a.l. (∼ 0,527 pc). Il y a 98 % de chance qu'ils se déplacent ensemble dans l'espace.